# Psychic Fever from Exile Tribe
Psychic Fever from Exile Tribe ( japanska : サイキック・フィーバー・フロム・エグザイル・トライブC) utskrivet som PSYCHIC FEVER from EXILE TRIBE, bildades 2019. Gruppen är en del av kollektivet Exile Tribe, som leds av LDH . De släppte sin debut-EP PCF i juli 2022. Gruppen består av sju medlemmar. Ursprungligen bestående av nio medlemmar, Hanatarou lämnade gruppen i maj 2020, medan Sam lämnade gruppen i april 2022. Förkortningen för bandet är "psyfe" och deras fans kallas "ForEVER".

## Medlemmar

### Nuvarande
- Tsurugi (剣?)
- Ryoga Nakanishi (中西椋雅?)
- Ren Watanabe (渡邉廉?)
- Jimmy (ジミー?)
- Kokoro Kohatsu (小波津志?)
- Ryushin Handa (半田龍臣?)
- Weesa (イーサ?)

### Före detta
- Hanatarou (ハナタロウ?)
- Sam (サム?)

## Diskografi

### Studioalbum
| Title | Album detaljer                                                                 | Listposition | Listposition |
| Title | Album detaljer                                                                 | Oricon       | Billboard    |
| ----- | ------------------------------------------------------------------------------ | ------------ | ------------ |
| P.C.F | - Släppt: Juli 13, 2022 - Bolag: LDH Records - Format: CD, digital nedladdning | 2            | 15           |

### Utökade släpp
| Titel           | Albumdetaljer                                                                 | Listpositioner | Listpositioner |
| Titel           | Albumdetaljer                                                                 | Oricon         | Billboard      |
| --------------- | ----------------------------------------------------------------------------- | -------------- | -------------- |
| Psychic File I  | - Släppt: 17 maj 2023 - Bolag: LDH Records - Format: CD, digital nedladdning  | 3              | 3              |
| Psychic File II | - Släppt: 3 april 2024 - Bolag: LDH Records - Format: CD, digital nedladdning | —              | —              |

### Singel
| Titel            | År   | Album              |
| ---------------- | ---- | ------------------ |
| "Choose One"     | 2022 | P.C.F              |
| "To the Top"     | 2023 | Psychic File I     |
| "Baku Baku"      | 2023 | Psychic File I     |
| "Fire"           | 2023 | Psychic File I     |
| "Just Like That" | 2024 | 99,9 Psychic Radio |